# Greta Thunberg
Greta Tintin Eleonora Ernman Thunberg, född 3 januari 2003 i Stockholm, är en svensk opinionsbildare och klimataktivist. Hon blev uppmärksammad när hon i augusti 2018 regelbundet varje fredag började sitta utanför Sveriges riksdag med ett plakat med texten Skolstrejk för klimatet. Aktionen inspirerade ungdomar i flera länder att genomföra liknande demonstrationer.

## Biografi

### Tidiga år
Greta Thunberg är dotter till artisterna Svante Thunberg och Malena Ernman, sondotter till skådespelarna Olof Thunberg och Mona Andersson. Tillsammans med systern Beata Ernman körade hon 2013 på Malena Ernmans julalbum I decembertid. Hon spelade piano i 10-årsåldern och har absolut gehör. Som yngre spelade hon också teater och dansade, och läsåret 2014–2015 deltog hon i direktsändning av Vi i femman, för sin dåvarande skolklass.
Greta Thunberg gick under läsåret 2018–2019, då hennes aktivism blev internationellt uppmärksammad, i nionde klass. Läsåret 2019–2020 tog Greta Thunberg sabbatsår för att kunna ägna sig helt åt sitt klimatengagemang. 2023 tog Thunberg studenten vid Globala gymnasiet på Södermalm i Stockholm med högsta betyg i alla ämnen utom ett. Sedan hösten 2023 studerar Greta Thunberg ett kandidatprogram vid Stockholms universitet.
Greta Thunberg har diagnostiserats med Aspergers syndrom, tvångssyndrom och selektiv mutism.

### Intresse för klimatet
Under sina tidiga skolår började Thunberg, efter att ha sett en skolfilm om plastföroreningarna i haven, alltmer oroa sig över miljöförstöringen och den globala uppvärmningen. När hon var elva år bidrog hennes oro över dessa frågor till att hon under en period drabbades av en svår depression och upplevde känslor av meningslöshet. Tidvis var hon hemmasittare och förmådde inte gå till skolan. Oron om klimatförändringarna ledde till depression och därför bestämde hon sig 2018 för att med egna medel engagera sig i frågan.
Thunberg har gjort sig känd för att uppmana vuxenvärlden att lyssna på klimatforskarna. Hon ligger bakom kampanjen #jagstannarpåmarken, som syftar till ett minskat flygande av miljöskäl. Hon har själv förklarat att hon numera endast skulle flyga i nödfall.

## Aktivism

### Skolstrejken 2018
I slutet av maj 2018 placerade sig Greta Thunberg på andra plats i en uppsatstävling om klimathotet, som arrangerats av Svenska Dagbladet. Uppsatsen hette "Vi vet – och vi kan göra något nu". Bo Thorén, som då ledde organisationen Fossilfritt Dalsland, kontaktade flera av deltagarna och föreslog en skolstrejk. Thorén hade inspirerats av aktionen på Marjory Stoneman Douglas High School i Florida, där elever i februari 2018 protesterade för strängare vapenlagar efter ett skottdrama vid skolan.

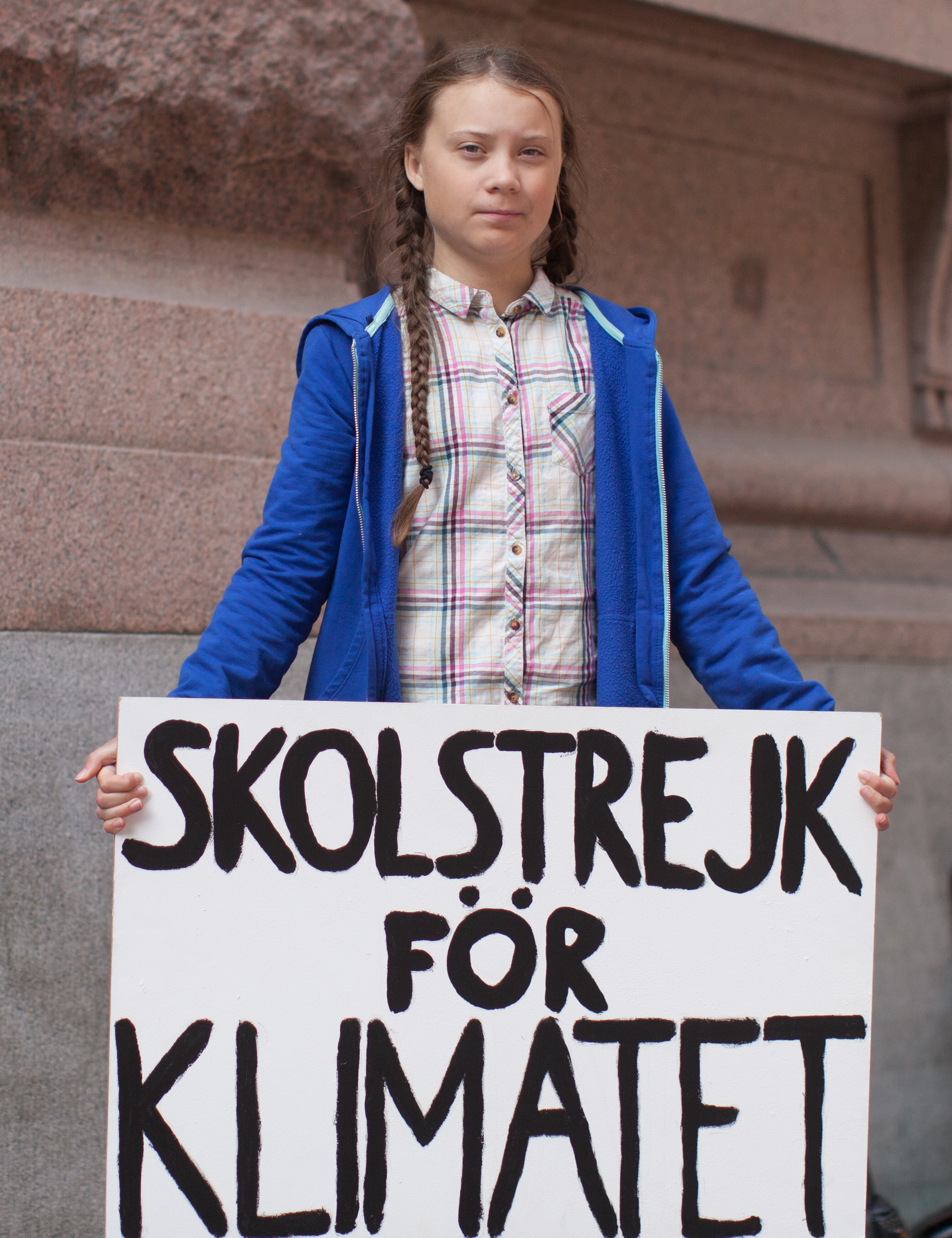
Greta Thunberg inledde skolstrejken i augusti 2018.

Den enda av de tillfrågade som nappade på idén var Greta Thunberg, och hon skrev ihop en pamflett och textade sin skylt. Den 20 augusti 2018 tog Greta Thunberg sin cykel och inledde sin sittstrejk från skolundervisningen, utanför Riksdagshuset i Stockholm. Strejken pågick varje skoldag fram till riksdagsvalet i början av september. Sedan dess har hon strejkat på fredagar, med avsikt att få svensk politik i linje med Parisavtalet. Den 8 september 2018 höll hon sitt första tal, vilket skedde i Rålambshovsparken på Kungsholmen under Folkets klimatmarsch, och det var då hon meddelade att från den kommande veckan skulle hon fortsätta skolstrejken varje fredag tills Sverige uppfyllt Parisavtalet. Under de globala skolstrejkerna talade hon också i Stockholm, på Sergels torg den 15 mars 2019, och i Kungsträdgården den 24 maj samma år. I slutet av september 2018 talade hon och Svante Thunberg under Bokmässan i Göteborg.
Tre dagar efter att sittstrejken påbörjades utgavs första upplagan av boken Scener ur hjärtat, som hennes båda föräldrar har författat. En senare upplaga omfattar även texter av Greta Thunberg och hennes syster Beata Ernman. Boken är skriven som en självbiografi, där läsaren får följa Malena Ernman och hennes familj. I samband med lanseringen förklarade föräldrarna, att samtidigt som de förstår dotterns val, inte kan stödja hennes frånvaro från skolundervisningen.
Hennes initiativ spreds internationellt under hashtaggarna #FridaysforFuture #Klimatstrejka eller #ClimateStrike och hade i slutet av september 2018 uppmärksammats av TV-medier i ett flertal länder samt av FN:s generalsekreterare António Guterres och den amerikanska skådespelaren och politikern Arnold Schwarzenegger.
I november 2018 talade hon under TED-X i Stockholm.

### 2019: framträdanden och fortsatt uppmärksamhet
Den 18 januari 2019 var hon gäst i SVT:s Skavlan. Hon förklarade då att hon blivit vegan, slutat flyga samt slutat göra mindre nödvändiga inköp, och dessutom övertygat sin familj att sluta flyga. Den 21 januari samma år talade hon under Svenska Idrottsgalan och presenterade vinnaren i kategorin Årets ledare, som blev Janne Andersson.
I maj 2019 utgavs hennes bok No One is Too Small to Make a Difference, som består av elva tal som hon framfört och som handlar om global uppvärmning och klimatförändring. I boken har hon gjort gällande att det främst är den globala södern som kommer att drabbas mest av klimatförändringarna, trots att de har bidragit minst till koldioxidutsläppen. Thunberg har också uttryckt sitt stöd för andra unga aktivister från utvecklingsländer som redan står inför klimatförändringarnas skadliga verkningar.
Den 28 juni 2019 talade hon om bland annat miljö- och klimatfrågor med den amerikanska politikern och aktivisten Alexandria Ocasio-Cortez över videolänk. Samtalet publicerades i tidningen The Guardian. Hon påpekade där att klimatförändringarna kommer att få en stor inverkan på ungdomars framtid och att hennes egen generation kanske inte längre har någon framtid, eftersom "den framtiden har sålts ut till litet antal människor som härigenom har kunnat tjäna ofattbara mängder med pengar".
Utöver miljö- och klimatfrågor, har hon även engagerat sig för mänskliga rättigheter. Den 1 maj 2019 demonstrerade hon i Ludvika, för alla människors lika rättigheter och mot odemokratiska värderingar, i samband med att Nordiska motståndsrörelsen också demonstrerade i staden.
I mitten av juni 2019 talade hon under konferensen Brilliant Minds på Stockholms Grand Hôtel.

### Senare år

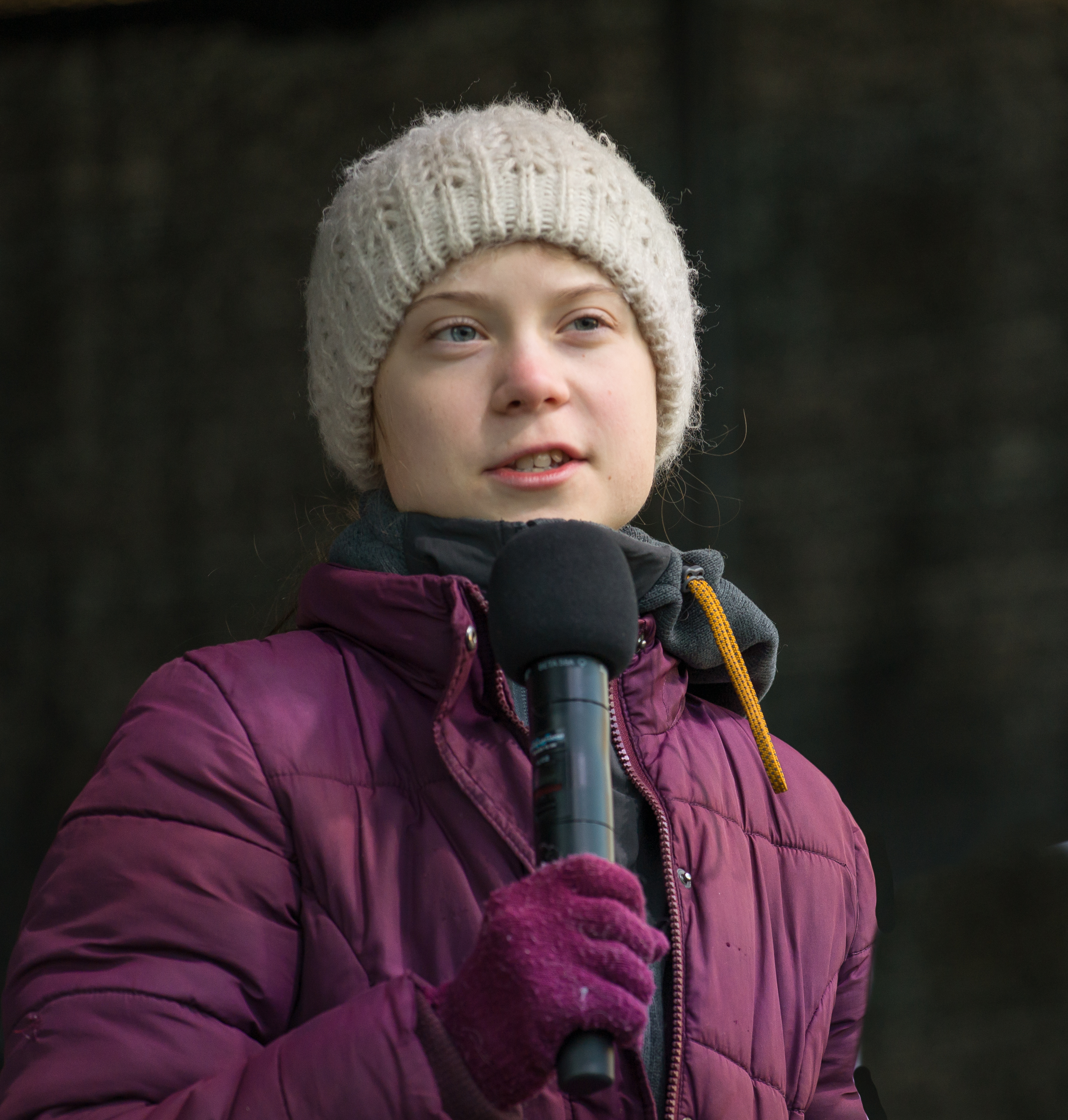
Greta Thunberg på scenen under Fridays For Future på Medborgarplatsen i Stockholm den 14 februari 2020.

Greta Thunberg blev den 6 december 2020 den första och enda gästande chefredaktören någonsin för Dagens Nyheter. Satsningen sades vara ett led i en förstärkt klimatbevakning men kombinerades också med att nya läsare erbjöds gratisprenumeration året ut.
Den 24 juli 2023 dömdes Greta Thunberg av Malmö tingsrätt till 30 dagsböter för ohörsamhet mot ordningsmakten. Den 11 oktober 2023 dömdes Greta Thunberg återigen av Malmö tingsrätt för ohörsamhet mot ordningsmakten till 90 dagsböter, för en liknande klimataktion i Malmö oljehamn. Den 8 maj 2024 dömdes Greta Thunberg återigen, denna gång av Stockholms tingsrätt, för ohörsamhet mot ordningsmakten till 120 dagsböter á 50 kronor efter att ha blockerat ingången till Sveriges riksdag och vägrat flytta sig efter befallning av polis.

### Internationella resor

#### Tågresor i Europa
Sedan början av oktober 2018 har Greta Thunberg genomfört en rad resor runtom i Europa, oftast med tåg, och hållit tal på engelska (i Sverige ofta på svenska) om miljöförstöringen och klimatuppvärmningen, samt träffat flera ledare. Under resorna har hon även skolstrejkat för klimatet på den plats hon då befunnit sig.
I början av oktober 2018 besökte hon Belgien och talade i Bryssel under demonstrationen Rise for Climate. Den 20 oktober 2018 talade hon under en klimatmarsch i Helsingfors, inför de ungdomar som sympatistrejkat med henne utanför Finlands riksdag. Den 31 oktober samma år talade hon vid Parliament Square i London inför rörelsen Extinction Rebellion.
Under FN:s klimatkonferens i Katowice i början av december 2018 höll hon ett tal till generalsekreteraren efter inbjudan. Resan gjordes med elbil.
I januari 2019 besökte hon World Economic Forum i Davos, dit hon tagit sig med tåget, och då hon anlänt beklagade hon sig över att många andra deltagare anlänt i privatägda jetflygplan. Där höll hon även talet Our House is on Fire.

I februari 2019 besökte hon återigen Bryssel samt Antwerpen, där hon skolstrejkade med belgiska skolungdomar samt talade under en EU-konferens ledd av Jean-Claude Juncker. Dessutom träffade hon den belgiska klimataktivisten Anuna De Wever. De kommande dagarna besökte hon Paris, där hon träffade Frankrikes president Emmanuel Macron. Den 1 mars talade hon inför skolstrejkande ungdomar i Hamburg. I slutet av samma månad återvände hon till Tyskland, där hon deltog vid en protest i Berlin. Dagen därpå mottog hon priset den Gyllene kameran.

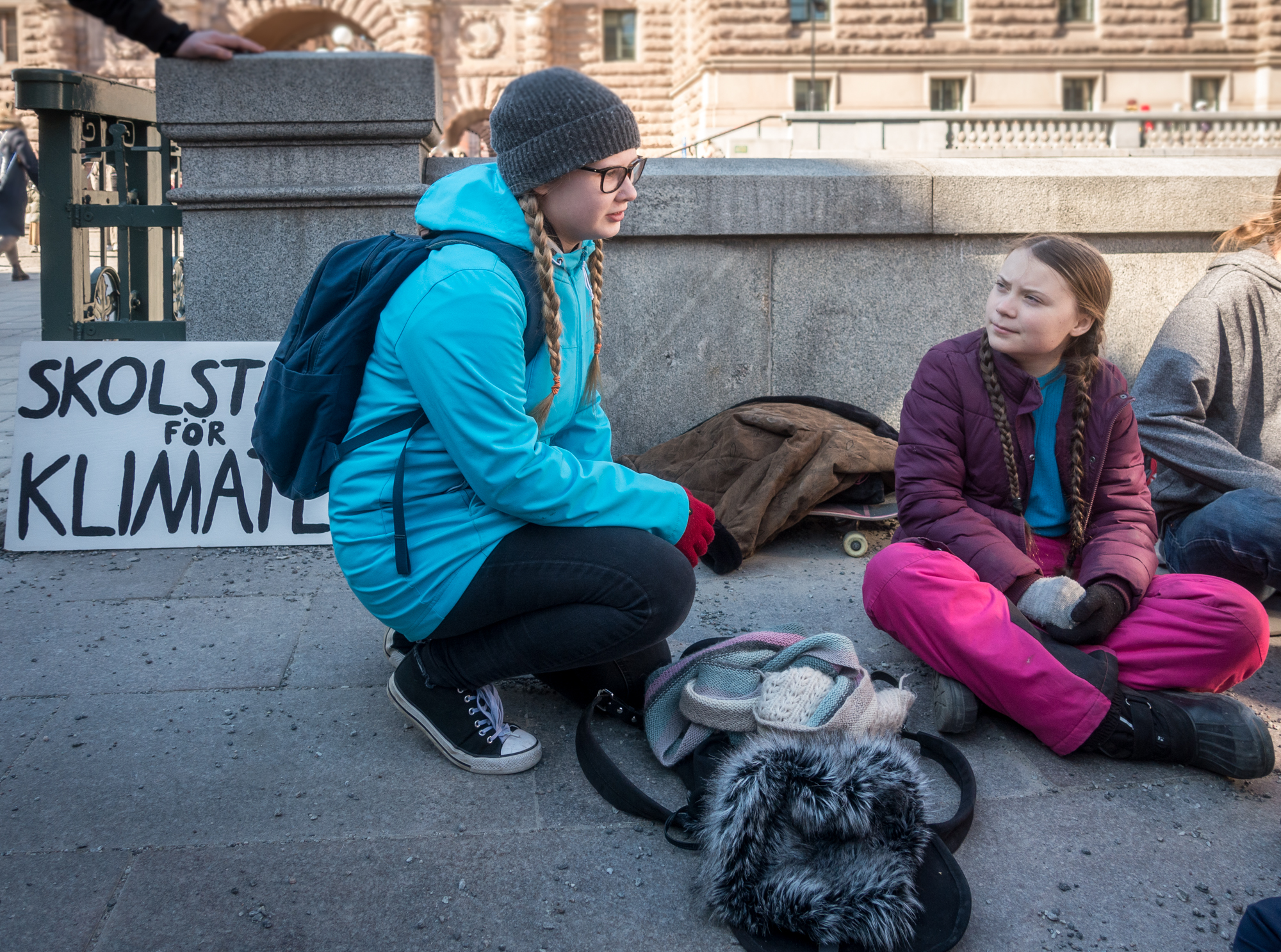
Greta Thunberg tillsammans med aktivister inom Skolstrejk för klimatet utanför Sveriges riksdag i april 2019.

I april 2019 genomförde hon en rundresa i Kontinentaleuropa, där hon bland annat talade inför Europaparlamentet i Strasbourg, Italiens senat i Rom och Storbritanniens parlament i London. Under samma resa besökte hon även Vatikanstaten där hon träffade påve Franciskus som önskade henne Guds välsignelse.
Den 25 maj 2019 talade hon inför 40 000 personer vid Christiansborg i Köpenhamn.
I slutet av maj 2019 besökte hon Wien, där hon träffade Arnold Schwarzenegger, som bjudit in henne i september 2018. Under ett tal inför skolstrejkande ungdomar i Wien den 31 maj 2019 förklarade hon att hon efter grundskolan skulle ta ett sabbatsår för att besöka Förenta nationernas klimatkonferenser i New York i september och i Santiago de Chile i början av december utan att behöva genomföra några flygresor.
I mitten av juli 2019 besökte hon återigen Frankrike och Tyskland, där hon bland annat talade i Invalidenpark i Berlin samt inför Frankrikes nationalförsamling.

#### Seglats över Atlanten och besök i Amerika

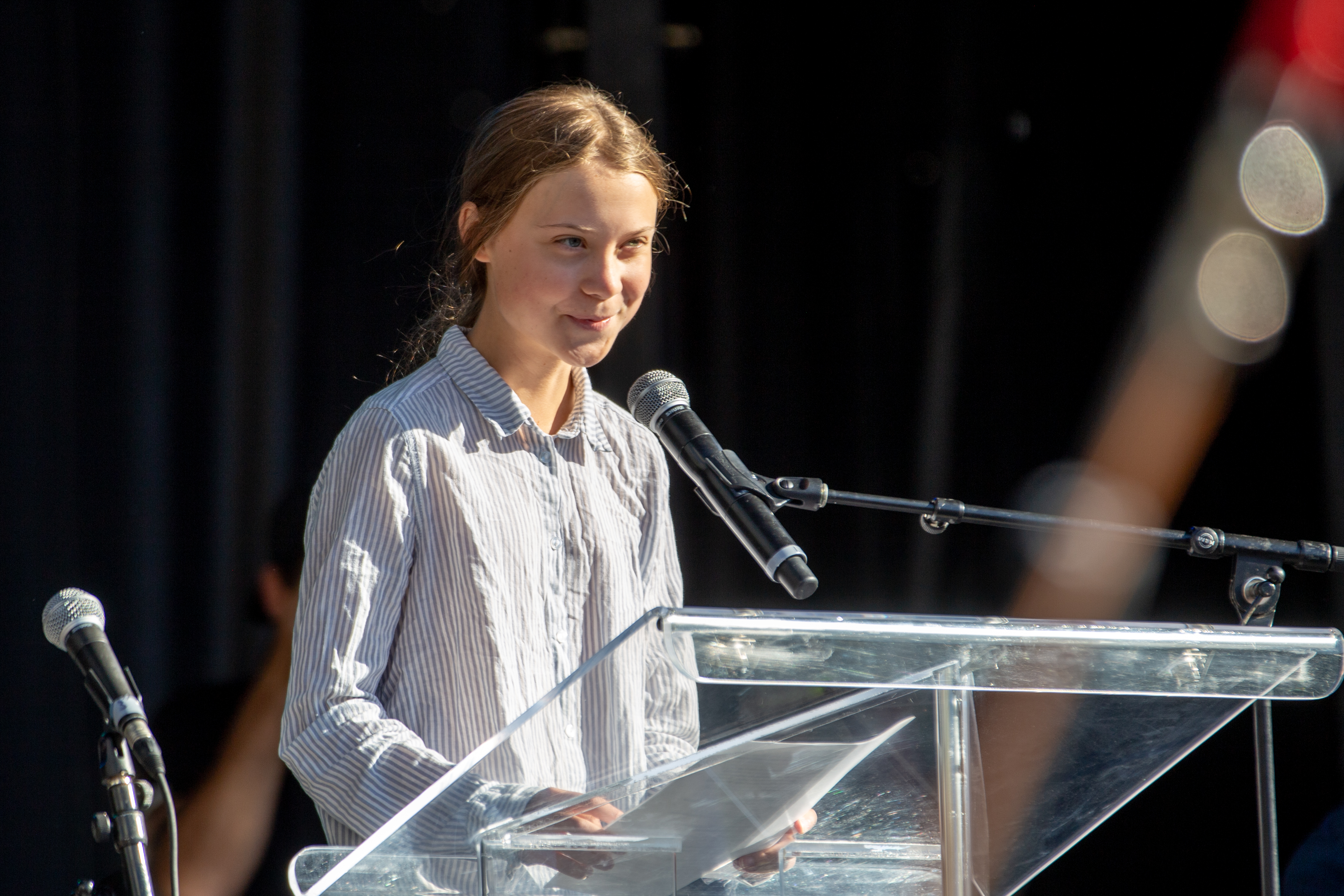
Thunberg talar vid The Climate March i Montréal 2019.

I slutet av juli samma år uppgav Greta Thunberg att hon skulle resa över Atlanten mot Amerika i den monegaskiska tävlingssegelbåten Malizia II, och i början av augusti samma år deltog hon i Fridays for Futures sommarkonferens i Lausanne. Den 14 i samma månad avseglade Greta och Svante Thunberg från Plymouth i Malizia II. Den 28 augusti anlände de till New York. I Washington, D.C. träffade hon USA:s tidigare president Barack Obama.
Den 18 september 2019 talade hon i USA:s kongress i Washington, DC om klimatförändringarna. och den 21 september talade hon under Förenta nationernas ungdomsklimatmöte i New York. Den 23 september samma år väckte hennes upprörda tal till världsledarna under Förenta nationernas klimatmöte i New York stor internationell uppmärksamhet då hon anklagade dem för att offra framtida generationer och enbart prata istället för att gå till handling. I september 2019 lämnade hon även, tillsammans med 15 andra unga klimatkämpar, in ett officiellt klagomål till FN:s barnrättskommitté, då de ansåg att världens regeringar vidtagit för få åtgärder i samband med klimatförändringarna.
Efter ankomsten fredagsstrejkade hon vanligtvis i New York, men även utanför Vita huset i Washington, DC, vilket hon gjorde den 13 september. Under den internationella klimatstrejkveckan i september samma år talade hon i Battery Park i New York den 20 september, och den 27 september i Montréal under en klimatmarsch som uppskattningsvis lockade cirka 500 000 deltagare.
I New York medverkade hon även under september månad i TV-program som The Daily Show. Hon medverkade även en andra gång i Skavlan, tillsammans med Michael Moore, då programmet sände från New York.
I slutet av september 2019 påbörjade Greta Thunberg sin resa västerut mot Iowa. Den 4 oktober deltog hon tillsammans med skolungdomar i Iowa City i en skolstrejk mot användandet av kolkraftverk. Det följdes upp de kommande dagarna med en sammankomst med den jämnåriga aktivisten Tokata Iron Eyes, som kämpar mot utbyggnaden av de oljeledningar, som dras genom ursprungsbefolkningens reservat i North och South Dakota. Den 11 oktober talade hon inför klimataktivister i Denver. medan hon den 18 oktober talade i Edmonton. Den 25 oktober talade hon i Vancouver, där även David Suzuki och Severn Cullis-Suzuki medverkade. Den 1 november 2019 talade hon i Los Angeles. Under Amerikavistelsen diskuterade hon även klimatfrågor med skådespelaren och filmproducenten Leonardo DiCaprio.
Då Förenta nationernas klimatkonferens 2019 med kort varsel flyttades från Santiago de Chile i Sydamerika till Madrid i Spanien, fick Greta Thunberg och hennes far lägga om planerna och ta sig tillbaka till Europa. Detta löstes genom Outremer-katamaranen La Vagabonde, som seglas av det australiska paret Riley Whitelum och Elayna Carausu tillsammans med deras elva månader gamla son. Paret har YouTube-kanalen Sailing La Vagabonde. Båtens besättning utökades med den brittiska seglaren Nikki Henderson. Avfärden från USA skedde i Hampton, Virginia, 13 november 2019. Resan tog 19 dygn och man nådde Lissabon 3 december 2019.

#### Gaza Freedom Flotilla
Thunberg var ombord på skeppet Madleen som 2025 deltog i Freedom Flotilla Coalitions försök att bryta blockaden av humanitärt bistånd till Gaza. Skeppet bordades på morgonen 9 juni 2025 av israeliska styrkor på internationellt vatten. Thunberg frihetsberövades under ett drygt dygn innan hon deporterades.

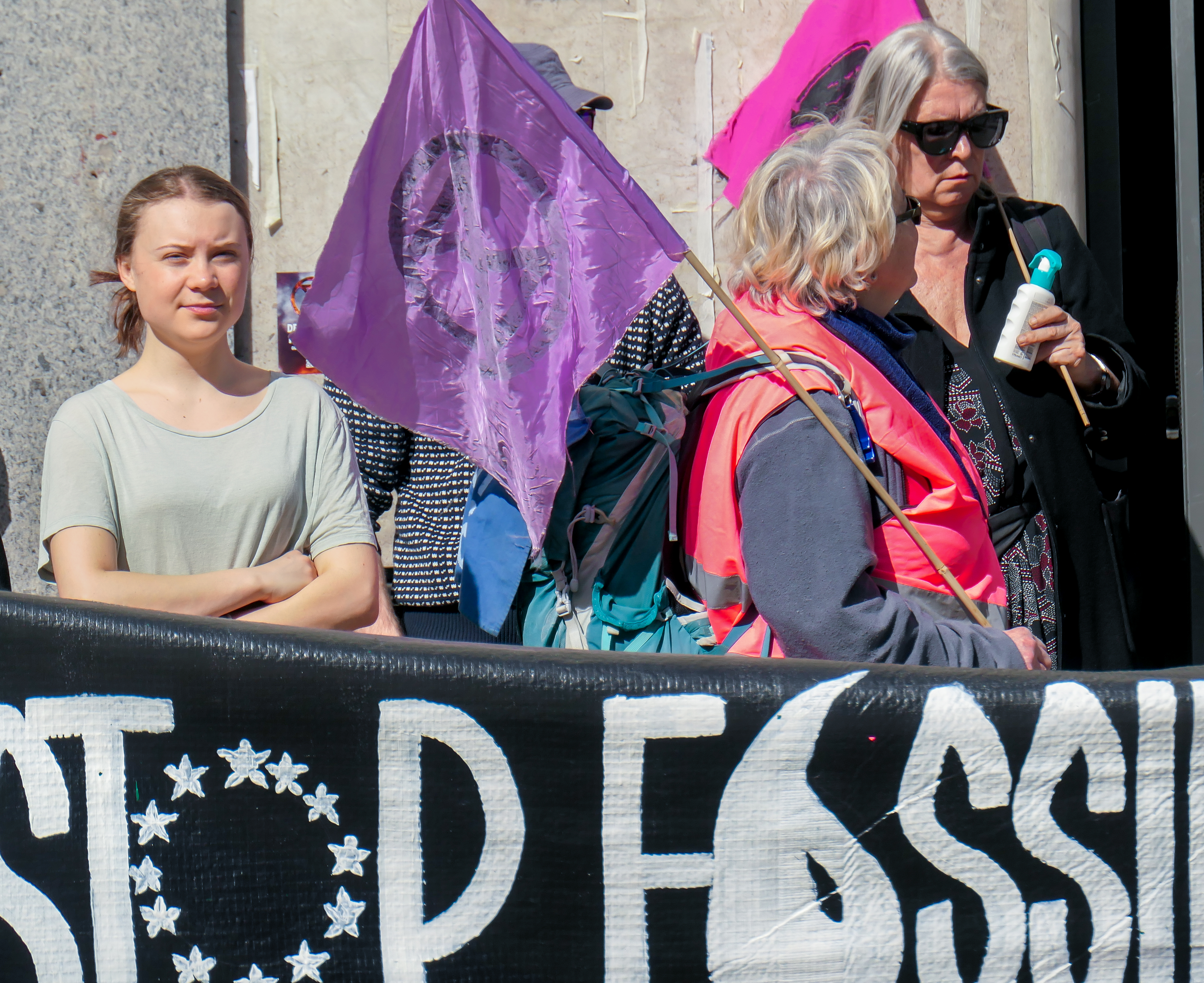
Extinction Rebellion och Greta Thunberg under kampanjen Det brinner i knutarna i centrala Stockholm den 30 april 2024. Målet denna gång var storbanken SEB som investerat miljarder kronor i fossila bolag, något som gått emot deras officiella policy och hållbarhetsrapport.

### Digital aktivism och radio
I mars 2020 uppmanade Greta Thunberg på grund av coronaviruset, rörelsen att i stället för att samlas på gator och torg, sitta hemma med en skylt och sedan ladda upp bilden på Internet. Hon var även ansikte för en vaccinationskampanj vid namn "Kavla upp" i Stockholms tunnelbana.
Den 20 juni 2020 var Thunberg värd för Sommar i P1. Hon spelade även in sitt program på engelska, för att det skulle kunna sändas i BBC.

## Uppmärksammande

### Priser och nomineringar
I november 2018 tilldelades hon stipendiet och utmärkelsen Årets unga förebild av Fryshusets grundare Anders Carlbergs minnespris.
Time Magazine utsåg i december 2018 Thunberg till en av världens 25 mest inflytelserika tonåringar och i april 2019 till en av världens 100 mest inflytelserika personer. I maj 2019 prydde hennes porträtt tidningens omslag. I december 2019 utsåg Time henne till årets person med motiveringen: "För att hon slagit larm om människans rovgiriga relation till det enda hem vi har, för att hon till en splittrad värld bidragit med en röst som överskrider bakgrunder och gränser, för att hon visar oss alla hur det kan se ut när en ny generation styr – därför är Greta Thunberg Årets person enligt Time Magazine". Hon blev därmed både den första från Sverige och även den yngsta någonsin, att få utmärkelsen. Greta Thunberg utsågs i mars 2019 av Expressen till Årets kvinna och även i Aftonbladet/Inizios opinionsundersökning, där 1 000 personer tillfrågats, utsågs hon till Årets kvinna med 23 procent av rösterna. I mars samma år tilldelades hon Goldene Kameras specialpris för klimatskydd. Samma dag utsågs hon till Årets svenska kvinna av Swea International.
Thunberg var en av tre nominerade till Världsnaturfondens pris Årets unga miljöhjälte 2018 och vann utmärkelsen 2019. Priset delades ut på Ulriksdals slott av kung Carl XVI Gustaf, och i Greta Thunbergs bortavaro mottogs priset av företrädare för Fridays for Future. I juni 2019 tilldelades hon, tillsammans med Fridays for Future, Amnesty Internationals Ambassador of Conscience Award, som organisationen själv räknar som sin främsta utmärkelse. Månaden efter tilldelades hon Geddes Environment Medal av Royal Scottish Geographical Society, och hon blev därmed den yngsta person som någonsin erhållit medalj av detta sällskap. Senare samma månad tilldelades hon även Normandies frihetspris, och hon dedicerade det åt Fridays for Future-rörelsen. I augusti 2019 fick hon utmärkelsen Game Changer of the Year av tidskriften GQ, och prydde även tidningens omslag. I oktober 2019 vann hon Nordiska rådets miljöpris, vilket hon dock avböjde att ta emot, då hon menade att klimatrörelsen inte behöver fler priser.
År 2019 tilldelades Greta Thunberg The Perfect World Foundation Award för hennes globala insatser att öka medvetenheten om klimatkrisen och inspirera miljontals människor att agera för planetens framtid.
I mars 2019 nominerades hon till Nobels fredspris, som dock tillföll Etiopiens premiärminister Abiy Ahmed. En månad senare utsågs Greta Thunberg av Svenska Europarörelsen till Årets europé, med motiveringen att hon "lyckats mobilisera en hel generation", att hon "med sin ärlighet och sitt mod... utmanat, kritiserat och ifrågasatt makthavare i sin kamp om en bättre, mer hållbar värld", samt att hon "i en tid då gemensamma värderingar utmanas lyser... klar för de yngre och för Europa." I september 2019 fick hon Fritt Ords yttrandefrihetspris.
 

I maj 2019 blev hon hedersdoktor vid Mons universitet i Belgien för att hon ökat medvetenheten om hållbar utveckling. Ceremonin hölls den 9 oktober, och Greta Thunberg tackade genom ett förinspelat videoinslag. 2021 utsågs hon till hedersdoktor vid University of British Columbia i Kanada för att hon "fungerat som ledare i en av de största kriserna som vi kollektivt har mött". 2023 blev hon hedersdoktor vid Helsingfors universitet i Finland. Den 20 september 2019 lystes FN-skrapan upp med konstverket Voices for the Future, som bland annat innehöll Greta Thunbergs budskap. I september 2019 tilldelades hon stadens nyckel av Montréals borgmästare Valérie Plante och tillgavs Right Livelihood Award med motiveringen:
| ”       | För att med utgångspunkt i vetenskapliga fakta inspirera till och stärka politiska krav på omedelbara åtgärder mot klimatförändringarna | „ |
| [ 162 ] | |   |

I juni 2019 mottog hon brev från Dalai lama, som skrev att han blivit uppmuntrad av att se henne inspirera andra unga människor att säga ifrån.
Naturhistoriska museet i Storbritannien har namngivit en art av skalbagge som upptäcktes i Kenya 1960 efter Greta Thunberg. Arten heter Nelloptodes gretae och ingår i familjen Fjädervingar. 2021 fick Greta Thunberg ett nyupptäckt Björndjur, trögkrypare uppkallat efter sig. Arachnologen Peter Jäger döpte 2020 ett nytt släkte spindlar från Madagaskar till namnet Thunberga och en ny art av spindlar inom detta släkte fick namnet Thunberga greta. I den vetenskapliga artikeln beskriver Jäger etymologin:
| ”       | Named after Greta Thunberg (*2003 in Sweden), a young and courageous climate activist fighting against global warming, ignorant stakeholders and for a better future on our planet. In fact, global warming and other issues caused by humans affect all parts of the nature including Madagascar’s nature in general and its spider fauna in particular. | „ |
| [ 167 ] | |   |

Portugisiska Gulbenkianstiftelsen utsåg 20 juli 2020 Greta Thunberg till första mottagare av sitt nyinstiftade Gulbenkian Prize for Humanity. Prissumman på en miljon euro gick till organisationer och projekt som arbetar för en hållbar värld.
Elin Wägner-sällskapet tilldelade i september 2020 Greta Thunberg utmärkelsen Årets Väckarklocka. Motiveringen löd: "För hela världen har Greta Thunberg med kunskap, mod och beslutsamhet varit en väckarklocka. Greta Thunberg fortsätter Elin Wägners kamp för miljö, fred och mänsklighet. Det är med glädje, tacksamhet och självklarhet som Greta blir årets mottagare av Väckarklockan. Elin Wägner ler nog stolt i sin himmel."

### Kritik
Meteorologen Michael Tjernström har kritiserat henne för att ibland framföra klimatalarmistiska budskap.

#### Inblandning i politiken
Thunberg har internationellt blivit starkt kritiserad för sitt förbehållslösa ställningstagande för palestinier och Gaza och mot Israel efter Hamas attack mot Israel den 7 oktober 2023 och i det efterföljande kriget mellan Israel och Hamas. Bland annat rubricerade Europas största dagstidning Bild en uppmärksammad artikel "Gretas mest radikala terror-väninna" efter en kritiserad klimatdemonstration i Amsterdam med 85 000 deltagare, som visade sig vara en propalestinsk demonstration, snarare än en manifestation för klimatet. Under demonstrationen framträdde Thunberg tillsammans med en person, som tidningen Bild betecknades som "en radikal judehatare, terrorstödjare och förminskare av förintelsen". Både organisationer och politiska partier i Tyskland har därför tagit avstånd från Thunberg. Även Fridays for Futures tyska sektion tog avstånd från Thunberg. Människorättsorganisationen Simon Wiesenthal-centret i Los Angeles har anklagat henne för att göra sig till talesperson för antisemiter.

## I populärkulturen

### Konst
Gatukonstnären JR skapade en större banderoll föreställande Greta Thunberg, för att visas upp vid klimatmarschen i Paris den 15 mars 2019. I april samma år gjorde konstnären Henk de Ruddere en väggmålning av Greta Thunberg i Bryssel. I slutet av maj detta år avbildades Greta Thunberg på en väggmålning i centrala Bristol. Målningen visar henne stående under vattenytan bland isberg i ett polarområde tillsammans med en drunknande isbjörn.
I mitten av juli 2019 meddelades att en bonde i Selm i Tyskland skapat ett större porträtt av henne i sin majsåker. I slutet av samma månad prydde Greta hon tidningen Vogues omslag som en av de yngsta personerna att någonsin göra detta.
I november 2019 avbildades Greta Thunberg på en väggmålning i  San Francisco vid Union square av konstnären Andres “Cobre” Petreselli tillsammans med initiativtagaren Paul Scott från den ideella organisationen One Atmosphere.

### Musik och sång
Greta Thunberg omnämns i den tyske prästen och låtskrivaren Clemens Bittlingers sång "Fridays for Future". I början av maj 2019 släppte den svenska artisten Frida Green sången "What Would Greta Do?" skriven av Michael Saxell.
Tonsättaren Kjell Perder var inspirerad av Thunberg när han skrev det åtta minuter långa verket "Now or Never!" för diskantkör, blandad kör och orkester. Verket uruppfördes på Västerås konserthus 23 maj 2019. Det var ett beställningsverk från Västmanlandmusiken. Stycket tillägnades Greta Thunberg och framfördes av Västerås Sinfonietta tillsammans med 280 unga sångare, där sångarna även skanderade fraser från klimatrörelsen.
Under Glastonburyfestivalen i juni 2019 tillägnade Sheryl Crow sin låt "Soak Up the Sun" från 2002 Greta Thunberg.
I TV-programmet Så mycket bättre 2019 gjorde Niklas Strömstedt en nytolkning av Magnus Ugglas låt "Jag mår illa". I nyversionen "Jag kan gilla" refererade Strömstedt till Greta Thunbergs aktivism som en av sakerna han kan gilla. "Jag kan gilla / när inte skolbarn håller käft och sitter stilla / När jag ser Greta i fläta sätta en strike / då står varenda cell i kroppen i givakt och det är lätt att trycka like".

### Film
B-Reel Films och dokumentärfilmaren Nathan Grossman spelade in dokumentärfilmen Greta om Greta Thunberg. Filmen hade premiär den 3 september 2020 på Venedigs filmfestival. Filmen hade svensk biopremiär 20 november 2020.

### TV
I december 2019 parodierades Thunberg i en sketch i TV-programmet Saturday Night Live spelad av Kate McKinnon. I första avsnittet av SVT:s julkalender Mirakel från 2020 förklarar vetenskapsmannen Vilgot (spelad av Johan Glans) att Greta Thunberg kommer att älska hans och Anna-Carins experiment som är avsett att revolutionera elindustrin.
I april 2021 sände BBC en 3-delad dokumentärserie om Greta Thunberg, Greta Thunberg: A Year to Change the World